# Badminton-Nationalliga A 2010/11
Die Badminton-Nationalliga A der Saison 2010/2011 als höchste Spielklasse im Badminton in der Schweiz zur Ermittlung des nationalen Mannschaftsmeisters bestand aus einer Vorrunde im Modus Jeder gegen jeden und anschliessenden Play-off-Spielen. Meister wurde der BV Team Solothurn.

## Vorrunde
| Platz | Team                  | Punkte | Spiele | +/- | Sätze   | +/- | Partien |
| ----- | --------------------- | ------ | ------ | --- | ------- | --- | ------- |
| 1     | BV Adliswil           | 41     | 78:50  | 28  | 175:114 | 61  | 16      |
| 2     | Union Tafers-Fribourg | 39     | 77:51  | 26  | 173:122 | 51  | 16      |
| 3     | BV Team Solothurn     | 39     | 75:53  | 22  | 167:129 | 38  | 16      |
| 4     | BC Yverdon-les-Bains  | 37     | 72:56  | 16  | 164:132 | 32  | 16      |
| 5     | BV St. Gallen         | 37     | 70:58  | 12  | 162:137 | 25  | 16      |
| 6     | BC Genève             | 35     | 67:61  | 6   | 154:146 | 8   | 16      |
| 7     | BC La Chaux-de-Fonds  | 25     | 54:74  | −20 | 130:169 | −39 | 16      |
| 8     | Team Argovia          | 21     | 45:83  | −38 | 114:191 | −77 | 16      |
| 9     | BC Uzwil              | 14     | 38:90  | −52 | 95:194  | −99 | 16      |

## Halbfinale
- BV Team Solothurn – Union Tafers-Fribourg: 5:3, 4:4
- BV Adliswil – BC Yverdon-les-Bains: 5:3, 4:4

## Finale
- BV Team Solothurn – BV Adliswil: 5:3, 5:3